# Ministerium für Äusseres, Bildung und Sport
Das Ministerium für Äusseres, Bildung und Sport ist eines der fünf Ministerien der Liechtensteinischen Landesverwaltung (LLV). In ihm sind die Aufgabenbereiche zusammengefasst, die in anderen Ländern vom Aussen-, vom Bildungs- und vom Sportministerium wahrgenommen werden.
Das Ministerium wird seit 10. April 2025 von Sabine Monauni geleitet.

## Organigramm
|                                             |                                             |                                             |                                             |                                             |                                             |  |  | Ministerium für Äusseres, Bildung und Sport               |                                                           |                                                           |                                                           |                                                           |                                                           |  |  |                             |                             |                             |                             |                             |                             |
|                                             |                                             |                                             |                                             |                                             |                                             |  |  |                                                           |                                                           |                                                           |                                                           |                                                           |                                                           |  |  |                             |                             |                             |                             |                             |                             |
|                                             |                                             |                                             |                                             |                                             |                                             |  |  |                                                           |                                                           |                                                           |                                                           |                                                           |                                                           |  |  |                             |                             |                             |                             |                             |                             |
| Äusseres Amt für Auswärtige Angelegenheiten | Äusseres Amt für Auswärtige Angelegenheiten | Äusseres Amt für Auswärtige Angelegenheiten | Äusseres Amt für Auswärtige Angelegenheiten | Äusseres Amt für Auswärtige Angelegenheiten | Äusseres Amt für Auswärtige Angelegenheiten |  |  | Bildung Amt für Berufsbildung und Berufsberatung Schulamt | Bildung Amt für Berufsbildung und Berufsberatung Schulamt | Bildung Amt für Berufsbildung und Berufsberatung Schulamt | Bildung Amt für Berufsbildung und Berufsberatung Schulamt | Bildung Amt für Berufsbildung und Berufsberatung Schulamt | Bildung Amt für Berufsbildung und Berufsberatung Schulamt |  |  | Sport Stabsstelle für Sport | Sport Stabsstelle für Sport | Sport Stabsstelle für Sport | Sport Stabsstelle für Sport | Sport Stabsstelle für Sport | Sport Stabsstelle für Sport |

## Äusseres

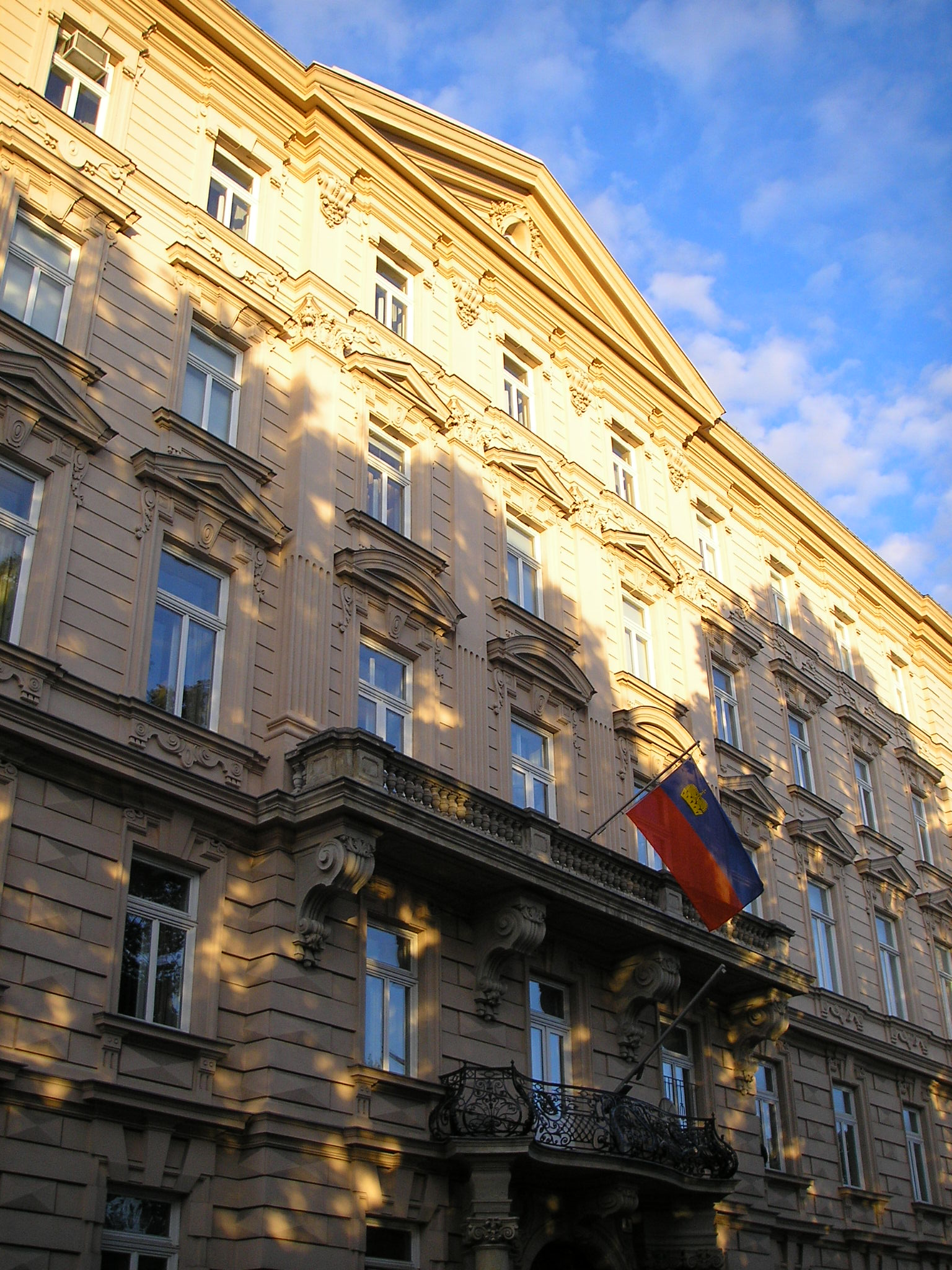
1998 eröffnete Liechtenstein eine Botschaft in Wien.

Das Amt für Auswärtige Angelegenheiten (AAA) wahrt die liechtensteinischen Interessen im Ausland. Es vertritt die Anliegen Liechtensteins in internationalen Organisationen und pflegt die Beziehungen zu anderen Staaten. Dabei stehen die Nachbarländer und weitere Partnerstaaten im Vordergrund. Bei den bilateralen Beziehungen nimmt die Schweiz wegen des Zollvertrags und der gemeinsamen Währung einen besonderen Platz ein.
Wegen den beschränkten Ressourcen kann ein Kleinstaat wie Liechtenstein nur begrenzt diplomatische Beziehungen pflegen. Es bestehen acht diplomatische Auslandsvertretungen, in den anderen Ländern nimmt seit 1919 die Schweiz diese Funktion wahr. 1880 bis 1919 wurde Liechtenstein im Ausland von Österreich-Ungarn diplomatisch vertreten.

## Bildung
Das Amt für Berufsbildung und Berufsberatung (ABB) betreibt in Schaan eine Berufsberatung mit einem angegliederten Berufsinformationszentrum (BIZ) und beaufsichtigt die Lehrlingsausbildung. Es genehmigt Lehrverträge und stellt Fähigkeitszeugnisse aus.
Das Schulamt (SA) ist für die Planung, Aufrechterhaltung und Weiterentwicklung des Schulbetriebs aller öffentlichen Schulen in Liechtenstein verantwortlich. Dazu trägt es die Personalverantwortung für die mehr als 600 Lehrpersonen und das weitere Schulpersonal. Im Bereich der Kindergärten und Primarschulen wird das Schulamt von den örtlichen Gemeindeschulräten unterstützt, die bei der Anstellung der Kindergärtnerinnen und Primarschullehrpersonen das Vorschlagsrecht haben. Das Amt arbeitet mit ausländischen Gremien zusammen, z. B. mit der Schweizerischen Erziehungsdirektorenkonferenz (EDK), und unterstützt die Regierung bei der Beaufsichtigung der liechtensteinischen Hochschulen.

## Sport

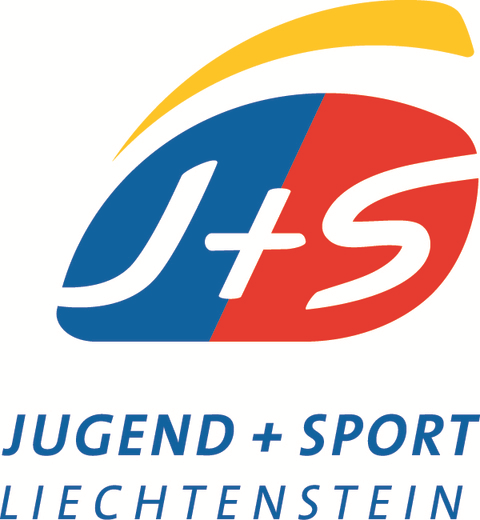
Logo von Jugend und Sport Liechtenstein

Die Stabsstelle für Sport (SSP) unterstützt die Regierung im Bereich Sport. Für das ab Ende der 1950er-Jahre entstandene breite Angebot an Turnhallen, Fussballplätzen, Schwimmbädern und Tennisplätzen wurden Landessubventionen gewährt. Mit Fördergeldern werden Vereine und Sportler unterstützt. Jugend und Sport ist in der Ausbildung der Leiter tätig. Wegen der Kleinheit des Landes sind viele Sportarten in die schweizerischen Sportligen und Meisterschaften eingebunden. Sport hat nicht nur Bedeutung für die Volksgesundheit, sondern dient auch als Imageträger für das Land Liechtenstein.